# Антомонов, Юрий Гурьевич
Юрий Гурьевич Антомонов (укр. Юрій Гурійович Антомонов; 1929—1999) — советский и украинский учёный, кандидат технических наук, доктор биологических наук, профессор, академик Украинской академии информатики.
Специалист в области математического моделирования биологических систем. Стоял у истоков развития биологической и медицинской кибернетики и информатики в СССР. Основатель научного направления биокибернетика (совместно с В. Глушковым и Н. Амосовым). Автор более 250 научных работ, включая около 40 монографий, часть из которых переизданы в переводах за рубежом, а также ряда изобретений.

## Биография
Родился 14 марта 1929 года в Ростове-на-Дону.
В 1950 окончил Новочеркасский политехнический институт (ныне Южно-Российский государственный политехнический университет). Продолжил образование в Московском Военном институте иностранных языков (ныне Военный университет Министерства обороны Российской Федерации), который окончил в 1952 году. До 1960 года служил в частях Военно-морского флота в Ленинграде, Ораниенбауме, Калининграде, Северодвинске, Петродворце, где занимался преподавательской работой и научной деятельностью; был автором многих рационализаторских предложений, получил ряд авторских свидетельств на изобретения. Имел воинское звание инженер-капитан 3-го ранга.
Сразу после основания в 1962 году в Киеве Института кибернетики (ныне Институт кибернетики имени В. М. Глушкова), был принят в него старшим научным сотрудником. Проработал в этом научном учреждении по 1997 год, был заведующим Лаборатории математических методов в биологии и медицине. Имел степени кандидата технических наук и доктора биологических наук; звание профессора получил в 1978 году. В 1997—1999 годах Юрий Гурьевич Антомонов работал ведущим ученым Международного научно-учебного центра технологий и систем Национальной академии наук и Министерства образовании и наук Украины. Был организатором и участником международных научных семинаров. Воспитал известных учеников, в числе которых Алина Борисовна Котова, Фёдор Григорьевич Ващук, Евгений Александрович Файдыш, Светлана Ивановна Кифоренко, Людмила Михайловна Козак и другие.
Юрий Антомонов создал и возглавлял научную школу по биологической и медицинской кибернетике и информатике, много лет был председателем специализированного совета по присуждению научных степеней кандидата и доктора наук. Являлся членом секции «Нейроны и нейронные сети» Научного Совета по проблеме «Кибернетика» Академии наук УССР, членом секции «Использование вычислительной техники в медицине» Академии медицинских наук СССР, научным консультантом Национальной программы «Ликвидация последствий Чернобыльской катастрофы и социальной защиты потерпевшим», консультантом Республиканского центра «Микрохирургия глаза», был введен с секретариат Всемирной организации по кибернетике и системам (WOSC). Также был членом редколлегий многих отечественных и зарубежных научных журналов, научным руководителем республиканского семинара «Биологическая и медицинская кибернетика». Юрий Гурьевич был одним из участников документального фильма «Индийские йоги — кто они?».
Умер 3 мая 1999 года в Киеве.

## Семья
Был женат на Наталье Константиновне Антомоновой (1930—2012), выпускнице Ростовского государственного педагогического университета. В семье были сыновья: Михаил (род. 1948) — доктор биологических наук, профессор; Алексей Юрьевич (род. 1960) — кандидат филологических наук.